# Roi Zhuang de Chu

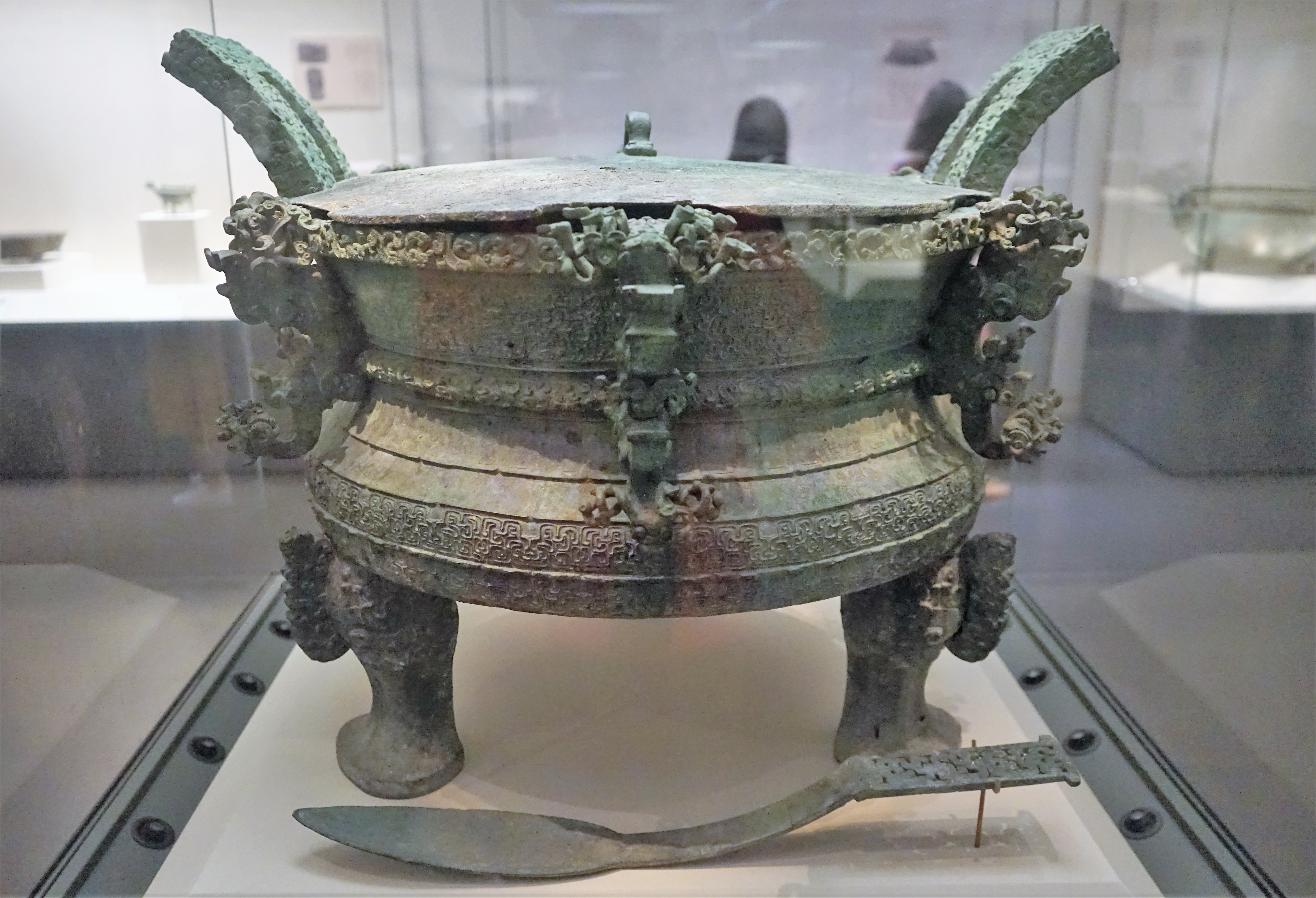
"Wangzi Wu", chaudron Ding en bronze. L'inscription située à l'intérieur du Ding indique que le Prince Wu vénère ses ancêtres et prie pour sa progéniture. Wu est un des fils du roi Zhuang.

Le Roi Zhuang de Chu (chinois : 楚莊王 ; pinyin : Chǔ Zhuāng Wáng), ???-591 av. J.C, est le sixième Roi de l'état de Chu. Il règne de 613 a 591 av J.C., durant la Période des Printemps et Automnes, de l'histoire de la Chine.Son nom de naissance est Xiong Lü (chinois : 熊旅 ; pinyin : Xióng Lǚ), "Roi Zhuang" étant son nom posthume. Il est l'un des cinq souverains que les historiens chinois ont surnommés les Cinq Hégémons et tente d'arracher le contrôle de la Chine au roi Ding de Zhou.
Fils du roi Mu de Chu, Zhuang monte sur le trône en 613 av. J-C. Selon une légende rapportée par Sima Qian dans le Shiji, pendant les trois premières années de son règne, il passe son temps à chercher du plaisir, mais, lorsqu'il est contesté par deux courtisans, il se change totalement d'attitude.
Ce qui est sûr, c'est que lorsqu'il monte sur le trône de Chu, c'est Cheng Jia (chinois : 成嘉) du clan Ruo'ao, le Lingyin du Chu, qui dirige de facto le royaume. Ce n'est qu'après la mort de Jia que le roi Zhuang reprend la main en nommant Wei Jia (chinois : 蔿賈) au poste de Lingyin. En effet, Wei est un farouche adversaire du clan Ruo'ao et sa nomination affaiblit le pouvoir politique de ce dernier. Par la suite, Zhuang tente d’apaiser la situation en répartissant le pouvoir entre Wei et les Ruo'ao, mais cela ne fait qu'exacerber les tensions.
Dou Yuejiao, le chef du clan Ruo'ao, réagit en 605 av. J.-C., en tuant Wei Jia, avant de rassembler des troupes à Zhengye, et d'entrer ouvertement en rébellion contre le roi Zhuang. Si, dans un premier temps, les rebelles prennent le dessus, ils sont définitivement vaincus lors de la bataille de Gaohu, qui s’achève par une victoire du roi Zhuang et la mort de Yuejiao.
Une fois la rébellion matée, la majorité des hommes du clan Ruo'ao sont exécutés sur ordre du roi Zhuang. Seul Dou Kehuang, le fils de Dou Ban, le cousin de Yuejiao, est gracié. Dou Benhuang (chinois : 鬭贲皇), le fils de Yuejiao, réussit à s'enfuir dans l'État de Jin,.
Le roi nomme Sunshu Ao au poste de Lingyin, l'équivalent de premier ministre du Chu. Sunshu se lance alors dans une série de grands travaux hydrauliques, impliquant la construction de barrage et la planification de la construction d'un énorme réservoir dans une région correspondant au nord de l'actuelle province de l'Anhui.
Après avoir obtenu quelques succès militaires, le roi Zhuang tente d'usurper le trône du roi Ding de Zhou. Selon une histoire bien connue, qui est probablement une invention datant de la Période des Royaumes combattants, il aurait demandé à un messager des Zhou a pouvoir évaluer le " poids des chaudrons " (问鼎之轻重). Hors, les chaudrons en question ne sont pas de simples ustensiles de cuisine, mais des Dings (chinois : 鼎 ; pinyin : dǐng ; Wade : ting), des anciens chaudrons chinois sur pieds dotés d’un couvercle et de deux anses situées de part et d’autre. Les Dings dont le roi Zhuang désire connaître le poids sont neuf chaudrons tripodes en bronze légendaires, dont la tradition raconte qu’ils auraient été fondus par Yu le Grand de la dynastie mythique des Xia lorsqu’il créa les neuf provinces (Jiuzhou). Depuis la période de la dynastie Shang, ils sont vus comme un symbole du pouvoir et de l'autorité de la dynastie régnante, et depuis les Zhou occidentaux, ils symbolisent également l'autorité de celui qui détient le Mandat du Ciel. En demandant à pouvoir manipuler ces chaudrons dont l'usage est strictement codifié, Zhuang aurait utilisé un euphémisme pour signifier au roi Ding qu'il désirait monter sur le trône a sa place. Mais le ministre du roi Ding, Wangsun Man (王孙满), clôt la discussion et le défi en repoussant cette demande. 
Qu'il ait réellement eu lieu ou soit une pure invention, cet incident a donné naissance à un chengyu "Se renseigner sur le Ding dans les plaines centrales", c.a.d avoir de grandes ambitions (chinois simplifié : 问鼎中原 ; chinois traditionnel : 問鼎中原 ; pinyin : wèn dǐng zhōngyuán)
Lors de la Bataille de Bi, son armée inflige une défaite à l'état de Jin. Son évolution de régent paresseux à Hégémon a donné naissance au chengyu. "étonner [les autres] avec un seul cri" (chinois simplifié : 一鸣惊人 ; chinois traditionnel : 一鳴驚人 ; pinyin : yī míng jīngrén).
Le genre de virus Mivirus a été nommé ainsi en son honneur.